# 格雷格·牛顿
格雷格·牛顿（英語：Greg Newton，1974年9月7日—），加拿大男子篮球运动员。他曾代表加拿大获得2000年夏季奥运会男子篮球比赛第七名。他也参加了1998年世界篮球锦标赛。